# Staatsgevaarlijk
Staatsgevaarlijk is een Nederlandse speelfilm uit 2005 van Marcel Visbeen. De film werd uitgebracht als Telefilm en heeft als internationale titel Statedanger of Dangerous ground. De film speelt duidelijk in op het terrorisme in de wereld en Nederland.
De film werd nog opgenomen voor de dood van Theo van Gogh en kreeg daardoor een actuele betekenis. Hoofdrolspeler Hanin Msellek werkte met Van Gogh samen in de serie Najib & Julia als Najib.

## Verhaal
In een van de Rotterdamse havens explodeert een olietanker. Men vermoedt dat het hier om terrorisme gaat en het netwerk lijkt zich te sluiten rond het jonge stel Mohammed en Nicolette, die beiden uit hun woning worden meegenomen de volgende dag. Nicolette wordt al snel vrijgelaten, maar Mohammed blijft zitten en blijkt later verdwenen. Nicolette kan maar moeilijk geloven dat hun liefde een leugen is en gaat op zoek naar Mohammed. Alles lijkt om een complot te draaien...

## Rolverdeling
- Sylvia Hoeks: Nicolette
- Hanin Msellek: Mohammed
- Pierre Bokma: Van der Sande
- Romijn Conen: Doekes
- Fockeline Ouwerkerk: Fleur
- Dunya Khayame: Aisha
- Walid Benmbarek: Khalid
- Sabri Saad El-hamus: Abdulchafur
- Eva Damen: verpleegster
- Nasrdin Dchar: ontvoerder